# نهائي كأس الرابطة الفرنسية 1996
نهائي كأس الرابطة الفرنسية 1996 هي المباراة النهائية من منافسة كأس الرابطة الفرنسية 1995–96 ‏، أقيمت المباراة في 6 أبريل 1996، في بارك دي برينس، بين فريقي أولمبيك ليون، ونادي ميتز، وفاز فيها نادي ميتز، بعد أن هزم أولمبيك ليون، بنتيجة 0 - 0، وكان حكم المباراة مارك باتا، وحضر المباراة 39878 شخصاً.

## تفاصيل المباراة
لعبت المباراة النهائية في 6 أبريل 1996.
| أولمبيك ليون | 0 -0 | نادي ميتز |
| ------------ | ---- | --------- |
|              |      |           |